# Calamus hookerianus
Calamus hookerianus är en enhjärtbladig växtart som beskrevs av Odoardo Beccari. Calamus hookerianus ingår i släktet Calamus och familjen Arecaceae. Inga underarter finns listade i Catalogue of Life.